# Geophis omiltemanus
Espèce
Synonymes
- Geophis omiltemana Günther, 1893

Statut de conservation UICN

 LC  : Préoccupation mineure
Geophis omiltemanus  est une espèce de serpents de la famille des Dipsadidae.

## Répartition
Cette espèce est endémique du Mexique. Elle se rencontre dans l'État de Guerrero et dans l'ouest de l'État d'Oaxaca.

## Description
L'holotype de Geophis omiltemanus mesure 290 mm dont 65 mm pour la queue.

## Étymologie
Son nom d'espèce lui a été en référence au lieu de sa découverte, Omilteme dans le Guerrero.

## Publication originale
- Günther, 1893 : Reptilia and Batrachia, Biologia Centrali-Américana, Taylor, & Francis, London, p. 1-326 (texte intégral).